# Pilagás megye
Pilagás egy megye Argentína északi részén, Formosa tartományban. Székhelye El Espinillo.

## Népesség
A megye népessége a közelmúltban a következőképpen változott:
| Év   | Lakosság |
| ---- | -------- |
| 2001 | 17 476   |
| 2010 | 18 399   |